# Mesost
Mesost is een Zweedse weikaassoort. Het verschil met gewone kaas is dat weikaas van wei wordt gemaakt. Mesost is gemaakt van koeien-, geiten- en schapenmelk. In Noorwegen bestaat de variant Brunost. Die wordt alleen van koeien- en geitenmelk gemaakt. Mesost is rijk aan ijzer en vitamine B2.